# 俞應孚
俞應孚（？—1456年），字信之，號碧梁，是朝鮮王朝的一位將領，為死六臣之一。本貫杞溪俞氏。
出身武科及第。1448年任僉知中樞院使，1449年任慶源都護府使、慶源節制使，1452年，任義州牧使。翌年，任平安左道都節制使。1455年，判江界都護府事。不久世祖篡位，任命他為同知中樞院使。他試圖擁立端宗復位，被發覺，淩遲處死。
1791年（正祖十五年），朝鮮正祖追贈他諡號忠穆，配享於莊陵。
俞应孚所作的时调《昨夜》以寒风和雪霜比喻首阳大君一派的恶势力，以凋零的花骨朵比喻端宗复位的失败，表达了作者对端宗复位失败的痛心之情：:561
|  | 昨夜起寒风，满地下雪霜。青松遭此劫，竟不再挺立。何况花骨朵，自是不待言。——俞应孚时调《昨夜》译诗 |